# 북위 80도
북위 80도는 적도에서 80도 북쪽을 지나는 위선이다. 북극 내부에 있으며, 대서양, 북극해, 유럽, 아시아, 북아메리카를 지난다.
이 위도 아래메서는 4월 중순부터 8월 하순까지의 약 4개월 반은 백야가 되며, 10월 하순부터 2월 중순까지의 약 4개월 반은 극야가 된다.

## 지나가는 지역
본초 자오선에서 시작해서 동쪽 방향으로 북위 80도선은 다음 지역을 지난다.
| 좌표                                                    | 나라, 지역, 해역 | 주석 |
| ------------------------------------------------------- | ---------------- | --- |
| 북위 80° 0′ 동경 0° 0′  / 북위 80.000° 동경 0.000°      | 대서양           | 그린란드해 |
| 북위 80° 0′ 동경 15° 58′  / 북위 80.000° 동경 15.967°   | 노르웨이         | 스발바르 제도 - 스피츠베르겐섬                                                                                 |
| 북위 80° 0′ 동경 16° 33′  / 북위 80.000° 동경 16.550°   | 대서양           | 그린란드해 |
| 북위 80° 0′ 동경 18° 38′  / 북위 80.000° 동경 18.633°   | 노르웨이         | 스발바르제도 - 노르아우스틀라네섬                                                                              |
| 북위 80° 0′ 동경 27° 10′  / 북위 80.000° 동경 27.167°   | 바렌츠해         | Storøya섬과 크비퇴위아섬(스발바르제도, 노르웨이) 바로 남쪽을 지난다. 빅토리아섬( 러시아)의 바로 남쪽을 지난다. |
| 북위 80° 0′ 동경 50° 34′  / 북위 80.000° 동경 50.567°   | 러시아           | 제믈랴프란차이오시파 제도 - 노르트브루크섬                                                                     |
| 북위 80° 0′ 동경 51° 12′  / 북위 80.000° 동경 51.200°   | 바렌츠해         | |
| 북위 80° 0′ 동경 58° 47′  / 북위 80.000° 동경 58.783°   | 러시아           | 제믈랴프란차이오시파 제도 - 살름섬                                                                             |
| 북위 80° 0′ 동경 60° 0′  / 북위 80.000° 동경 60.000°    | 바렌츠해         | |
| 북위 80° 0′ 동경 66° 13′  / 북위 80.000° 동경 66.217°   | 카라해           | |
| 북위 80° 0′ 동경 91° 18′  / 북위 80.000° 동경 91.300°   | 러시아           | 제믈랴프란차이오시파 제도 - 피오네르섬, 옥탸브리스코이레볼류치섬                                               |
| 북위 80° 0′ 동경 99° 20′  / 북위 80.000° 동경 99.333°   | 랍테프해         | |
| 북위 80° 0′ 동경 105° 40′  / 북위 80.000° 동경 105.667° | 북극해           | |
| 북위 80° 0′ 서경 100° 9′  / 북위 80.000° 서경 100.150°  | 캐나다           | 누나부트 준주 - 미언섬                                                                                         |
| 북위 80° 0′ 서경 98° 45′  / 북위 80.000° 서경 98.750°   | 스벨드럽 해협    | |
| 북위 80° 0′ 서경 96° 37′  / 북위 80.000° 서경 96.617°   | 캐나다           | 누나부트 준주 - 액슬하이버그섬                                                                                 |
| 북위 80° 0′ 서경 87° 9′  / 북위 80.000° 서경 87.150°    | 유레카 해협      | |
| 북위 80° 0′ 서경 86° 12′  / 북위 80.000° 서경 86.200°   | 캐나다           | 누나부트 준주 - Fosheim 반도, 엘즈미어섬                                                                       |
| 북위 80° 0′ 서경 82° 44′  / 북위 80.000° 서경 82.733°   | 카논 피오르드    | |
| 북위 80° 0′ 서경 82° 1′  / 북위 80.000° 서경 82.017°    | 캐나다           | 누나부트 준주 - 엘즈미어섬                                                                                     |
| 북위 80° 0′ 서경 70° 40′  / 북위 80.000° 서경 70.667°   | 네어스 협해      | |
| 북위 80° 0′ 서경 65° 3′  / 북위 80.000° 서경 65.050°    | 그린란드         | |
| 북위 80° 0′ 서경 17° 9′  / 북위 80.000° 서경 17.150°    | 북극해           | 그린란드해 |

## 같이 보기
- 북위 79도
- 북위 81도